# Vanceboro, North Carolina
Vanceboro är en kommun (town) i Craven County i North Carolina. Vid 2010 års folkräkning hade Vanceboro 1 005 invånare.